# Леонид Буряк
Леонид Буряк (на украински: Леонід Буряк; на руски: Леонид Буряк) е съветски и украински футболист и треньор. Майстор на спорта от международна класа (1975).

## Кариера
Буряк играе за националния отбор на СССР и се състезава на летните олимпийски игри през 1976 г., на които печели бронзов медал.
Играе за редица отбори в Съветския съюз, най-вече за Динамо Киев. Буряк е бивш треньор на украинския национален отбор.
През 1979 г. Буряк изиграва няколко мача за Украйна в Спартакиада на народите на СССР.

## Отличия

### Отборни
Динамо Киев
- Съветска Висша лига: 1974, 1975, 1977, 1980, 1981
- Купа на СССР по футбол: 1974, 1978, 1982, 1986, 1988
- Купа на носителите на купи: 1975
- Суперкупа на УЕФА: 1975